# Morus mongolica
Espèce
Morus mongolica est une espèce de plantes dicotylédones de la famille des Moraceae, originaire d'Extrême-Orient. Ce sont des arbres dioïques, de taille moyenne, à feuilles caduques.

## Description
Morus mongolica est un arbuste ou petit arbre dioïque à l'écorce brun grisâtre, sillonnée. Les vieilles branches sont gris noirâtre et les rameaux rouge foncé. Les bourgeons d'hiver sont brun grisâtre, ovoïdes.
Les feuilles présentent des stipules de  2,5 à 3,5 cm. de long, et un limbe de consistance papyracée, glabre, de forme elliptique-ovale, à base cordée, de  8 à 15 cm de long sur 5 à 8 cm de  large. Les bords du limbe sont serrés avec certaines dents doublement dentées,  chaque dent présentant un apiculum ou soir subulé et dentelures apicales à longues épines. Lapex du limbe est brièvement acuminé.

Les chatons mâles ont environ 3 cm de long. Les inflorescences femelles, cylindriques,  ont de 1 à 1,5 cm de long est sont portées par un pédoncule de 1 à 1,5 cm de long.
Les fleurs mâles présentent un calice aux lobes jaune foncé, à marge pubescente et des anthères biloculaires à  déhiscence longitudinale. Les fleurs femelles ont un calice aux lobes glabres ou légèrement pubescents du côté adaxial, un style long et un stigmate bifide, avec une protubérance semblable à un mamelon.
Le fruit est un syncarpe rouge à violet à maturité, d'environ 1,5 cm de long. La floraison a lieu en mars-avril et la fructification en avril-mai.

### Cytologie
Morus mongolica est une espèce diploïde (2n=2x=28 chromosomes).

## Distribution et habitat
L'aire de répartition originelle de Morus mongolica s'étend en Chine, au Japon, en Corée et en Mongolie. En Chine l'espèce se rencontre dans les provinces de Anhui (Nord), Guangxi (Nord-Est), Guizhou, Hebei, Heilongjiang, Henan, Hubei, Hunan (Nord-Ouest), Jiangsu, Jilin, Liaoning, Mongolie-Intérieure, Shaanxi, Shandong, Shanxi, Sichuan, Tibet (Sud-Est), Yunnan).
Cette espèce croît sur les pentes montagneuses, dans des forêts situées entre 500 et 3500 mètres d'altitude.

## Taxinomie
L'espèce Morus mongolica a été initialement décrite en 1873 par le botaniste français Édouard Bureau comme une variété de Morus alba sous le nom de « Morus alba var. mongolica » et publiée dans Prodromus systematis naturalis regni vegetabilis en 1873, puis reconnue en tant qu'espèce distincte par le botaniste autrichien Camillo Karl Schneider et publiée en 1916 dans Plantae Wilsonianae 3(2): 296 [31 Aug 1916].
L'arbre avait été découvert en Chine par le père David en 1864 et introduit en Angleterre par Ernest Henry Wilson en 1907.
Cette espèce se distingue de Morus alba par les feuilles à bord rudes et le style des fleurs femelles plus long, caractère qui la rapproche de Morus australis. Le fruit est décrit comme « insipide ».

### Synonymes
Selon The Plant List (30 juin 2019) :
- Morus alba var. mongolica Bureau
- Morus alba Bureau[6]
- Morus barkamensis S.S. Chang
- Morus deqinensis S.S. Chang
- Morus mongolica var. barkamensis (S.S. Chang) C.Y. Wu & Z.Y. Cao
- Morus yunnanensis Koidz.

### Liste des variétés
Selon Tropicos (30 juin 2019) (Attention liste brute contenant possiblement des synonymes) :
- Morus mongolica var. barkamensis (S.S. Chang) C.Y. Wu & Z.Y. Cao
- Morus mongolica var. diabolica Koidz.
- Morus mongolica var. hopeiensis S.S. Chang & Y.P. Wu
- Morus mongolica var. longicaudata Z.Y. Cao
- Morus mongolica var. mongolica
- Morus mongolica var. rotundifolia Y.B. Wu
- Morus mongolica var. vestita Rehder
- Morus mongolica var. yunnanensis (Koidz.) C.Y. Wu & Z.Y. Cao